# Diana Roches Mehler
Diana Roches Mehler   (Montevideo, 21 de gener de 1947) més coneguda pel seu nom artístic Diane Denoir, és una cantant uruguaiana.

## Biografia
Diana Roches és filla de dos austríacs que van immigrar a Uruguai a finals de la dècada del 1930. Va créixer i va viure en la seva adolescència al barri Pocitos de Montevideo.
A finals de 1966 va ser una de les impulsores dels Concerts Beat, una sèrie d'innovadors espectacles en què s'interpretava música de diversos gèneres barrejats amb sketches i lectura de textos, realitzats en els teatres Solís i Odeón. És aquí, en el seu debut en viu com a cantant, que Diana va escollir el seu pseudònim «Diane Denoir». En aquests espectacles va actuar acompanyada d'Eduardo Mateo en guitarra (a qui va conèixer quan ell tocava en un bar), Roberto Galletti en bateria i Antonio «Lobito» Lagarde en baix. Va cantar cançons de diferents autors en francès, portuguès i anglès, de vegades canviant l'idioma original (per exemple cantar en anglès Garota de Ipanema). Va ser a més l'encarregada de fer pública una cançó d'Eduardo Mateo, a l'interpretar Je suis sans toi, versió francesa d'Estic sense tu.
La reacció dels mitjans davant el debut de Diane va ser molt favorable. Gràcies a la repercussió d'aquests espectacles és convidada a participar de diversos programes televisius (La Gente, Ahí viene el tranvía, Gente Joven, Discodromo), en alguns de forma setmanal. Això li permet viure de la música en aquest moment.
El disc Inéditas, publicat el 1998 i reeditat el 2008, reuneix alguns enregistraments de Denoir amb Mateo com a guitarrista, realitzades entre 1967 i 1968 i conservades per la cantant i per Carlos Píriz. A més, una versió de Mejor me voy gravada per Diane i Mateo en aquesta època es va publicar al disc col·lectiu Musicasión 4 ½.
Diana es va tornar amiga personal de Mateo. Ella va influir fortament perquè ell ingressés en el cercle del candombe beat. A més seria la musa inspiradora de tres de les cançons més famoses de Mateo (Y hoy te vi, Mejor me voy i Esa tristeza).
En l'estiu de 1968 va ser protagonista d'una segona ronda de Concerts Beat a Punta del Este. El 1969 va participar en Musicasión 3, dins d'una sèrie d'espectacles amb esperit similar als Concerts Beat.
El 1970 es va realitzar la primera edició d'un treball de la cantant, el senzill publicat pel segell De la Planta amb les cançons en anglès Down The Road i Drummer Man.
Després d'un parell d'anys a Europa, Diane va viatjar en 1971 a Buenos Aires per gravar el seu primer LP, amb la producció de De la Planta. Les cançons del disc són majoritàriament d'autoria d'Eduardo Mateo. L'obra no és de l'agrat de la cantant, qui es queixa entre altres coses del poc temps que va tenir per gravar-lo. El disc seria publicat el 1973. Va ser reeditat en format CD el 2005.
Ja de tornada d'Europa, l'estil de Diane va canviar, cantant cançons més compromeses políticament. En aquesta època va compondre junt amb Adela Gleijer la cançó Como un pájaro libre, que gravarien posteriorment Mercedes Sosa i el grup Rumbo.
Va començar a militar en política, adherint-se al Front Ampli. El 1973 va començar la dictadura a l'Uruguai, raó per la qual la cantant va decidir anar-se'n de país a l'any següent, exiliant-se a Argentina. A partir de 1975 començaria a rebre amenaces, per la qual cosa es va anar a viure a Veneçuela. Va treballar allà en una empresa d'arquitectura, en una Universitat i en la delegació per a Amèrica Llatina de la Comunitat Europea. Va tornar a viure a Montevideo el 1992. Va estar sense dedicar-se a la música per més de trenta anys.
El 2008 va gravar un nou disc, titulat Quién te viera, amb cançons de variats artistes. Va rebre molt bones crítiques. L'artista va realitzar una gira per part del seu país i Buenos Aires per presentar-lo, acompanyada de Daniel «Lobito» Lagarde, Osvaldo Fattoruso, Andrés Bedó i Pablo Somma.
Des de la seva tornada als escenaris ha realitzat diverses actuacions, incloent una gira per Cuba.

## Discografia
- Down The Road / Drummer Man (senzill, De la Planta, 1970).
- Diane Denoir (LP, De la Planta, 1973; reeditat en CD per Índice Virgen, 2005).
- Inéditas (Vade Retro, 1998; reeditat per Los Años Luz, 2009).
- Quién te viera (Acqua, 2008).